# Toyota Raum
Toyota Raum — субкомпактвэн, выпускавшийся компанией «Toyota» с мая 1997 по 2011 год на платформе автомобиля Toyota Corsa. Название Raum взято из немецкого языка и трактуется как «Пространство».
Комплектуется только автоматической коробкой передач. Имеется полноприводная модификация. Первое поколение автомобиля производилось с двигателем 5E-FE объёмом 1,5 литра и мощностью 91-94 лошадиных сил, второе поколение — с более современным двигателем 1NZ-FE такого же объёма, но мощностью уже 105—109 лошадиных сил. Задние пассажирские двери в обоих поколениях автомобиля — сдвижные. Отличительная особенность второго поколения — автоматическая левая задняя дверь.
В Россию автомобиль официально не поставляется, поэтому распространён в основном в Сибири и на Дальнем Востоке.
Расшифровка кода модели первого поколения:
| E | - | E | XZ | 10 | - | A | H | S | X | K | - | G |
| - | - | - | -- | -- | - | - | - | - | - | - | - | - |
| D |   | A | B  | C  |   | 1 | 2 | 3 | 4 | 5 |   | 6 |

A. Серия двигателя

Е — двигатели серии «Е» (5E-FE)
B. Модель Toyota

XZ — семейство Raum
C. Поколение модели, двигатель, КПП, исполнение.
|    | Привод | Модель |
| -- | ------ | ------ |
| 10 | 2WD    | AHSXK  |
| 10 | 2WD    | AHSQK  |
| 10 | 2WD    | AHSSK  |
| 15 | 4WD    | AHSXK  |
| 15 | 4WD    | AHSSK  |

D. Сертификация (соответствие экологическим нормам).

Е — для бензиновых двигателей, до 1998 г.

GF — для бензиновых двигателей, с 1998 г
1. Наименование модели.

А — Raum
2. Тип кузова.

Н — Hatchback (5 дверей)
3. Тип КПП.

|   | Модель | Тип КПП | Привод | Количество передач | Модель КПП |
| - | ------ | ------- | ------ | ------------------ | ---------- |
| S | EXZ10  | автомат | 2WD    | 4                  | A244L      |
| S | EXZ15  | автомат | 4WD    | 4                  | A244F      |

4. Комплектация, исполнение

X — Separate Seat

Q — Flat Deck Seat

S — Pair Bench Seat
5. Тип двигателя

K — бензиновый двигатель с распределенным впрыском топлива, DOHC 5E-FE
6. Особенности комплектации

E — E package

C — C package (Comfort)

S — S package (Sport)

G — G package (Grand)

B — B package